# The Garden (Unitopia)
The Garden is het tweede muziekalbum van de Australische muziekgroep Unitopia. Hun debuutalbum viel op bij het platenlabel Inside Out en de heren mochten daarom hun tweede album opnemen voor dit Duitse label. Het klinkt iets steviger dan hun debuutalbum, maar van echte metal is geen sprake op een enkel fragment na.
De track 321 is geschreven ter nagedachtenis van een mijnramp in het noorden van Tasmanië en kwam als single uit.

## Musici
- Mark Trueack: zang en achtergrondzang
- Sean Timms - toetsen, achtergrondzang en akoestische gitaar
- Matt Williams: elektrische gitaar, akoestische gitaar en achtergrondzang
- Shireen Khemlani: basgitaar, fretloze basgitaar en achtergrondzang
- Monty Ruggiero: slagwerk
- Tim Irrgang: percussie, bongo's, ocean Drums, bellenboom

met
- Mike Stewart –saxofoons
- Amanda Timms – dwarsfluit 1.3, 1.5, 2.1
- Kiki Ceralik – achtergrondzang
- Amicus Strings

## Muziek
Alle van Timms en Trueack:

### CD1
1. One Day (2:27)
2. The Garden (22:35)
  1. The Garden of Unearthly Delights
  2. The Dragons Lair
  3. Underground
  4. Realization
  5. The Way Back Home
3. Angeliqua (9:50)
4. Here I Am (3:19)
5. Amelia’s Dream (3:22)
6. I Wish I Could Fly (6:51)
7. Inside The Power (4:31)

### CD2
1. Journey’s Friend (16:28)
  1. Journey’s Friend
  2. The End of the Beginning
  3. The Need
  4. The Main Attraction
  5. The Patti
2. Give And Take (5:09)
3. When I’m Down (5:41)
4. This Life (4:47)
5. Love Never Ends (3:48)
6. So Far Away (2:11)
7. Dont Give Up Love (7:49)
8. 321 (5:31)

## Hoes
- Grote versie van hoes door Ed Unitsky